# 日本民主党
日本民主党（にほんみんしゅとう）は、かつて存在した日本の政党。総裁は鳩山一郎が務めた。

## 党史
保守勢力の合同の前段階として、1954年11月24日に結党された。当初は保守系の自由党と中道系の改進党が合同する予定であったが、与党自由党における吉田茂首相のワンマン体制が自由党内で軋轢を生み、その結果、自由党を離党した鳩山一郎派と重光葵を総裁とする改進党で合同し、吉田内閣を退陣に追い込むことに目標を変更した。自由党に対抗するため、自主憲法論を唱え再軍備を主張した。
第5次吉田内閣は造船疑獄などにより支持を失い、日本民主党結成により内閣不信任決議案可決が確実となった。追い詰められた吉田は衆議院解散を断念し、内閣総辞職を決めた。12月10日、第一次鳩山内閣が成立する。少数与党内閣であったため、1955年1月24日に衆議院解散となった。2月27日の第27回衆議院議員総選挙では第1党となったが過半数には達せず、右派社会党、左派社会党が合計で日本民主党とほぼ匹敵する議席数を獲得した。
社会党の伸長を受けて、日本民主党と自由党の合同、いわゆる保守合同が政治日程に登ってきた。日本民主党は三木武吉総務会長を中心として岸信介幹事長らが保守合同を牽引した。しかし三木武夫や松村謙三ら旧改進党の左派系は合同に反対した。三木は、保守政党と革新政党の二大政党制が実現すると、保守政党はより保守化し、革新政党はより革新化する力学が働くため、健全な議会政治が育たないことを理由として挙げ反対した。また自由党内も緒方竹虎総裁は合同に積極的であったものの、吉田を中心に強硬な反対派が存在した。民主、自由両党ともに反対派を抱え、保守合同はたやすく実現しなかったが、革新側の社会党再統一（10月13日）と財界からの要望もあり、1955年（昭和30年）11月15日、保守合同が実現し自由民主党が結成された。
自由民主党の派閥である「清和会」（現・清和政策研究会）・「政策科学研究所」（志帥会に合流）・「新政策研究会」（志公会に合流）が潮流を継いでおり、自由党が保守本流と呼ばれたのに対して保守傍流と呼ばれた。

### 教科書問題
1955年8月13日、民主党は学校教科書の偏向問題を指摘した『うれうべき教科書の問題第一集』を発行。教科書のあり方に一石を投じた。これに反論する教科書の執筆者らは同年10月8日に反論パンフレットを刊行。さらに学術会議が同年10月20日に批判声明を発表するなど議論を呼んだ。

## 役職

### 歴代総裁一覧
| 代 | 総裁 | 総裁     | 在任期間                                                |
| -- | ---- | -------- | ------------------------------------------------------- |
| 1  |      | 鳩山一郎 | 1954年（昭和29年）11月24日 - 1955年（昭和30年）11月15日 |

### 歴代役員表
| 総裁     | 副総裁 | 幹事長 | 総務会長 | 政務調査会長 | 最高委員                                     | 参議院議員会長 |
| -------- | ------ | ------ | -------- | ------------ | -------------------------------------------- | -------------- |
| 鳩山一郎 | 重光葵 | 岸信介 | 三木武吉 | 松村謙三     | 芦田均 石橋湛山 大麻唯男 苫米地義三 星島二郎 | 苫米地義三     |
| 鳩山一郎 | 重光葵 | 岸信介 | 三木武吉 | 清瀬一郎     | 芦田均 安藤正純 北村徳太郎                   | 苫米地義三     |
| 鳩山一郎 | 重光葵 | 岸信介 | 三木武吉 | 清瀬一郎     | 芦田均 安藤正純 北村徳太郎 植原悦二郎        | 苫米地義三     |

## 党勢の推移

### 衆議院
| 選挙         | 当選/候補者 | 定数 | 備考 |
| ------------ | ----------- | ---- | ---- |
| （結党時）   | 120/-       | 466  |      |
| 第27回総選挙 | 185/286     | 467  |      |

### 参議院
| 選挙       | 当選/候補者 | 非改選 | 定数 | 備考                             |
| ---------- | ----------- | ------ | ---- | -------------------------------- |
| （結党時） | ?/-         | -      | 250  | 選挙を経ないまま自由民主党に参加 |

- 当選者に追加公認は含まず。追加公認には会派に加わった無所属を含む。